# Mesochorus masoni
Mesochorus masoni är en stekelart som beskrevs av Dasch 1971. Mesochorus masoni ingår i släktet Mesochorus och familjen brokparasitsteklar. Inga underarter finns listade i Catalogue of Life.